# Січень 2007
Січень 2007 — перший місяць 2007 року, що розпочався у понеділок 1 січня та закінчився у середу 31 січня.

## Події
- 1 січня — Болгарія та Румунія стали повноправними членами Європейського Союзу. Таким чином, населення Євросоюзу зросло на 30 мільйонів чоловік і перевищило півмільярда, а кількість країн в об'єднанні збільшилася до 27. Болгарська, ірландська та румунська стали офіційними мовами ЄС (приєдналися до 20 інших мов). Словенія ввела євро.
- 15 січня — у Багдаді за вироком суду страчені зведений брат Саддама Хуссейна Барзан Ібрагім ат-Тікріті і колишній верховний суддя Іраку Авад Хамед аль-Бандар.
- 17 січня — відкриття XXIII-ї Всесвітньої Зимової Універсіади.
- 26 січня — новим президентом УЄФА став колишній французький футболіст Мішель Платіні.